# Halonen (ö i Norra Savolax)
Halonen är en ö i Finland. Den ligger i sjön Saittajärvi och i kommunen Kuopio i den ekonomiska regionen  Kuopio ekonomiska region  och landskapet Norra Savolax, i den centrala delen av landet, 300 km norr om huvudstaden Helsingfors. Öns area är 27,7 hektar och dess största längd är 1,1 kilometer i sydöst-nordvästlig riktning.